# Traité de Londres (1518)
Pour les articles homonymes, voir Traité de Londres.
Le traité de Londres, signé dans la capitale anglaise en 1518, est un traité conclu entre les principales puissances européennes de l'époque, à savoir la France, l'Angleterre, l'Espagne et le Saint-Empire romain germanique.

## Historique
Depuis 1514, la France est liée à l'Angleterre par une alliance garantie par le mariage de Louis XII avec Marie d'Angleterre, sœur de Henri VIII. La France doit renégocier cet accord en y ajoutant le douaire de la reine Marie, devenue veuve, et le prix de rachat du Tournaisis détenu par Henri VIII. Le cardinal Thomas Wolsey, qui dirige la diplomatie anglaise, demande une indemnité personnelle car il est aussi évêque de Tournai. Les négociateurs français, Étienne Poncher, archevêque de Sens et Pierre de la Guiche, sont pressés de conclure car l'état de santé de l’empereur Maximilien Ier laisse présager une succession imminente et François souhaite se présenter à l'élection impériale contre Charles, roi d'Espagne et petit-fils de Maximilien. L'amiral de Bonnivet, plénipotentiaire français, arrive à Londres en juin 1518 : les envoyés des deux cours rivalisent de faste. Les Français voudraient inclure dans le traité l'Écosse, alliée traditionnelle de la France, ce que Wolsey refuse ; en revanche, il demande à étendre le pacte à l'Empire et à l'Espagne. L'accord se scelle par un engagement de mariage entre Marie, fille d’Henri VIII, âgée de deux ans, et le dauphin de France, nouveau-né. Tournai est cédée à la France contre 600 000 couronnes plus un douaire de 50 000 francs pour le douaire de la reine veuve.
Le traité est en réalité un pacte de non-agression, tentant de faire perdurer la paix qui s'est instaurée en Europe après la bataille de Marignan et la fin de la cinquième guerre d'Italie. Chacune des parties contractantes s'engage à venir en aide à tout signataire faisant l'objet d'une agression. Les États signataires s'engagent en outre à s'unir contre toute puissance qui viendrait à rompre la paix et à s'engagent aussi à interdire la piraterie dans la Manche.
Le tout devait être scellé par une entrevue qui est repoussée par la mort de Maximilien et les péripéties de l'élection impériale. Elle est fixée à la date de juin 1520 à Calais, une période durant laquelle, Henri VIII promet à François Ier de ne pas se raser, montrant ainsi son désir, parole qu’il ne tiendra pas face aux récriminations de sa femme. Le 7 juin 1520 a lieu l’entrevue du camp du Drap d'Or, orchestré par Thomas Wolsey, avec la rencontre entre François Ier et Henri VIII qui clôtura l’alliance dans un faste extravagant. Cependant, quinze jours plus tard, Charles Quint et Henri VIII se promettaient une alliance excluant tout accord avec la France pendant au moins deux ans.